# Giorgio Piccardi

Giorgio Piccardi, 2016

Giorgio Piccardi (* 13. Oktober 1895 in Florenz; † 1972) war ein italienischer Chemiker. Piccardi war Professor und Leiter des Instituts für Physikalische Chemie an der Universität Florenz. Er arbeitete unter anderem über den Einfluss astronomischer Faktoren auf den Verlauf von chemischen Reaktionen und entwickelte den nach ihm benannten Piccardi-Test.

## Leben
Piccardi studierte 1913 zunächst Chemie in Florenz, 1914 dann Mathematik in Turin, bevor er 1915 bis 1918 als Gebirgsjäger am Ersten Weltkrieg teilnahm. Kurz nach seiner Rückkehr nach Turin ging er wieder nach Florenz, wo er 1922 sein Diplom in Chemie erhielt. 1934 wurde er Assistent für Anorganische Chemie, 1938 erhielt er eine Professur für Physikalische Chemie in Genua. 1946 wurde er Leiter des neu gegründeten Instituts für Physikalische Chemie in Florenz.

## Der Piccardi-Test
Nach Piccardi reagieren zwei chemische Substanzen, wenn man sie nach der gleichen Methode zusammenbringt, nur in der Theorie immer auf dieselbe Art. 1939 kam er zu dem Schluss, dass die von ihm beobachteten Reaktionsschwankungen nicht dem Zufall zuzuschreiben seien: seiner Ansicht nach rührten sie vom sich ständig ändernden Verhalten des Wassers unter dem Einfluss von kosmischen Faktoren wie Sonnenaktivität, Mondphasen, Position der Erde in der Milchstraße und der Position der beiden größten Planeten im Sonnensystem her. In seinen täglich durchgeführten Versuchen verwendete er Bismutchloridoxid und beobachtete die Ausfällgeschwindigkeit, wenn es in destilliertes Wasser gegossen wurde. Er stellte in mehreren hunderttausend Einzeltests eine enge Korrelation zwischen der Fällungsgeschwindigkeit von Wismutoxychlorid und der Sonnenaktivität fest (Korrelationskoeffizient etwa 0,9). Ferner zeigten die Werte der nicht durch einen Faradaykäfig abgeschirmten Fällungen nach chromosphärischen Eruptionen einen Anstieg von mehr als 20 %.

## Schriften
- Sopra un nuovo fenomeno di natura elettrica e sopra un nuovo effetto presentato dai metalli. Gazzetta Chimica Italiana, Band 68, 1938, S. 246–263.
- mit Maria Letizia Corsi: Sulla precipitazione del carbonato di calcio da acqua dura attivata („T“ od „R“) e normale. In: Gazzetta Chimica Italiana. Band 68, 1938, S. 287–291.
- mit Eugenio Fabrini und Maria Letizia Corsi: Sulla tensione superficiale dell’acqua attivata „T“. In: Gazzetta Chimica Italiana. Band 68, 1938, S. 471–473.
- mit Edmondo Botti: Influenza dell’attivazione „T“ ed „R“ sui colloidi d’oro. In: Gazzetta Chimica Italiana. Band 69, 1939, S. 609–614.
- Influenza dell’attivazione („T“ ed „R“) sul trisolfuro di arsenico colloidale. In: Gazzetta Chimica Italiana. Band 69, 1939, S. 722–730.
- Nuovi effetti chimici e biologici dell’acqua attivata „T“ ed „R“. In: La Chimica e l’Industria. Ausgabe 7, 1939, S. 455–457.
- Sulla disincrostazione fisica delle caldaie e su di una relazione fra fenomeni ambientali ed alcuni fenomeni chimico-fisici. In: Tecnica Italiana. Ausgabe 5 (September–Oktober 1951).
- mit A. Gatterer, J. Junkes, L. Rolla: Sugli spettri d’arco delle miscele neodimio-samario. Pontificia Academia Scientiarum, 1942.
- Sulla disincrostazione delle caldaie. In: L’Imbottigliamento. Ausgabe 3, Juli 1958, S. 27–38.
- The Chemical Basis of Medical Climatology. Charles Thomas, Springfield 1962.